# Mistrzostwa Polski w rallycrossie
Mistrzostwa Polski w rallycrossie (MPRC) – Mistrzostwa organizowane są przez stowarzyszenie OPONEO Motorsport i Automobilklub Rzemieślnik przy współpracy Automobilklubu Kujawsko-Pomorskiego. Patronat nad zawodami objął Polski Związek Motorowy. Sponsorem tytularnym zawodów jest Oponeo.pl. Cykl rozgrywek o tytuł mistrza Polski obejmuje 7 eliminacji (rund) organizowanych w okresie od kwietnia do października. Jest rozgrywany w pięciu klasach:
- klasa Fiat 126p Cup – Fiaty 126p - od 2019 roku klasa jest nieaktywna
- klasa SC Cup – Fiaty Cinquecento i Seicento o poj. silnika do 1108 cm³ o przystosowaniu technicznym zgodnym z regulaminem MPRC
- klasa RWD Cup – tylnonapędowe BMW o przystosowaniu technicznym zgodnym z regulaminem MPRC
- grupa SuperNational – samochody o poj. silnika powyżej 1600 cm³, z dużym zakresem przeróbek, dopuszczalna utrata homologacji
- grupa SuperCars Light - samochody turbodoładowane ze zwężką przed turbosprężarką o średnicy 33 mm oraz bez sekwencyjnej skrzyni biegów
- grupa SuperCars – samochody o pojemności 2000 cm turbodoładowane – z napędem na cztery koła, sięgające mocą 600 KM

## Wyniki poszczególnych sezonów

### Sezon 2007
Klasa I - wyłączona z zawodów.
Klasa II
| # | Kierowca             | Samochód                  | Punkty |
| - | -------------------- | ------------------------- | ------ |
| 1 | Tomasz Oleksiak      | Fiat Seicento             | 106    |
| 2 | Marcin Przybyszewski | Fiat Cinquecento Sporting | 93     |
| 3 | Jacek Chojnacki      | Fiat Seicento             | 91     |

Klasa III
| # | Kierowca          | Samochód      | Punkty |
| - | ----------------- | ------------- | ------ |
| 1 | Piotr Tyszkiewicz | VW Polo       | 117    |
| 2 | Maciej Nasiłowski | Skoda Felicja | 104    |
| 3 | Kamil Sokołowski  | Skoda Felicja | 84     |

Klasa IV
| # | Kierowca        | Samochód    | Punkty |
| - | --------------- | ----------- | ------ |
| 1 | Marcin Wicik    | Ford Focus  | 115    |
| 2 | Łukasz Osmański | Ford Escort | 66     |
| 3 | Janusz Pszech   | Audi S2     | 52     |

### Sezon 2006
Klasa I
| # | Kierowca          | Samochód  | Punkty |
| - | ----------------- | --------- | ------ |
| 1 | Michał Żugajewicz | Fiat 126p | 127    |
| 2 | Łukasz Zoll       | Fiat 126p | 119    |
| 3 | Tomasz Chodorski  | Fiat 126p | 107    |

Klasa II
| # | Kierowca            | Samochód                  | Punkty |
| - | ------------------- | ------------------------- | ------ |
| 1 | Tomasz Oleksiak     | Fiat Seicento             | 132    |
| 2 | Artur Ryziński      | Fiat Cinquecento Sporting | 124    |
| 3 | Grzegorz Niedziołko | Fiat Seicento             | 104    |

Klasa III
| # | Kierowca          | Samochód        | Punkty |
| - | ----------------- | --------------- | ------ |
| 1 | Tomasz Nowak      | Škoda Fabia     | 132    |
| 2 | Andrzej Grigorjew | Seat Ibiza      | 119    |
| 3 | Michał Guranowski | Volkswagen Golf | 116    |

Klasa IV
| # | Kierowca          | Samochód                  | Punkty |
| - | ----------------- | ------------------------- | ------ |
| 1 | Jacek Ptaszek     | Toyota Corolla WRC        | 132    |
| 2 | Mateusz Ludwiczak | Ford Focus/Toyota Corolla | 107    |
| 3 | Marcin Gagacki    | Toyota Celica             | 104    |

### Sezon 2005
Klasa I
| # | Kierowca          | Samochód  | Punkty |
| - | ----------------- | --------- | ------ |
| 1 | Marek Ozimski     | Fiat 126p | 109    |
| 2 | Dominik Brymora   | Fiat 126p | 101    |
| 3 | Michał Żugajewicz | Fiat 126p | 94     |

Klasa II
| # | Kierowca        | Samochód      | Punkty |
| - | --------------- | ------------- | ------ |
| 1 | Szymon Koper    | Fiat Seicento | 120    |
| 2 | Jacek Chojnacki | Fiat Seicento | 100    |
| 3 | Adam Kozak      | Fiat Seicento | 92     |

Klasa III
| # | Kierowca             | Samochód        | Punkty |
| - | -------------------- | --------------- | ------ |
| 1 | Krzysztof Groblewski | Volkswagen Polo | 113    |
| 2 | Andrzej Grigorjew    | SEAT Ibiza      | 102    |
| 3 | Michał Guranowski    | Volkswagen Golf | 88     |

Klasa IV
| # | Kierowca            | Samochód             | Punkty |
| - | ------------------- | -------------------- | ------ |
| 1 | Jacek Ptaszek       | Toyota Corolla       | 110    |
| 2 | Marcin Wicik        | Ford Escort Cosworth | 104    |
| 3 | Mariusz Królikowski | Toyota Celica        | 95     |

### Sezon 2004
Klasa I
| # | Kierowca          | Samochód  | Punkty |
| - | ----------------- | --------- | ------ |
| 1 | Marcin Bruś       | Fiat 126p | 130    |
| 2 | Dominik Brymora   | Fiat 126p | 100    |
| 3 | Michał Szałkowski | Fiat 126p | 97     |

Klasa II
| # | Kierowca            | Samochód        | Punkty |
| - | ------------------- | --------------- | ------ |
| 1 | Maciej Tonderski    | Fiat Seicento   | 120    |
| 2 | Mateusz Tarasiewicz | Fiat Seicento   | 118    |
| 3 | Tomasz Skinder      | Fiat Seicento S | 93     |

Klasa III
| # | Kierowca          | Samochód        | Punkty |
| - | ----------------- | --------------- | ------ |
| 1 | Andrzej Grigorjew | Volkswagen Golf | 118    |
| 2 | Janusz Siniarski  | Skoda Fabia     | 109    |
| 3 | Tomasz Nowak      | Skoda Felicia   | 105    |

Klasa IV
| # | Kierowca         | Samochód      | Punkty |
| - | ---------------- | ------------- | ------ |
| 1 | Jacek Ptaszek    | Toyota Celica | 130    |
| 2 | Bohdan Ludwiczak | Ford Focus    | 110    |
| 3 | Marcin Wicik     | Ford Escort   | 101    |

### Sezon 2003
Klasa I
| # | Kierowca             | Samochód  | Punkty |
| - | -------------------- | --------- | ------ |
| 1 | Marcin Ślusarczyk    | Fiat 126p | 97     |
| 2 | Marcin Bruś          | Fiat 126p | 88     |
| 3 | Jarosław Karczmarzyk | Fiat 126p | 77     |

Klasa II
| # | Kierowca            | Samochód         | Punkty |
| - | ------------------- | ---------------- | ------ |
| 1 | Artur Ryziński      | Fiat Seicento    | 92     |
| 2 | Tomasz Skinder      | Fiat Seicento    | 91     |
| 3 | Mateusz Tarasiewicz | Fiat Cinquecento | 83     |

Klasa III
| # | Kierowca          | Samochód         | Punkty |
| - | ----------------- | ---------------- | ------ |
| 1 | Marcin Laskowski  | Peugeot 106 Maxi | 100    |
| 2 | Andrzej Grigorjew | Volkswagen Golf  | 77     |
| 3 | Tomasz Nowak      | Skoda Felicia    | 77     |

Klasa IV
| # | Kierowca         | Samochód             | Punkty |
| - | ---------------- | -------------------- | ------ |
| 1 | Bohdan Ludwiczak | Ford Focus           | 100    |
| 2 | Robert Polak     | Toyota Celica        | 89     |
| 3 | Marcin Wicik     | Ford Escort Cosworth | 81     |